# Bombardamento di Marsiglia (1940)
I bombardamenti di Marsiglia del 1940 furono degli attacchi aerei condotti dalla Luftwaffe tedesca prima e dalla Regia Aeronautica poi nel giugno di quell'anno contro le infrastrutture e il porto della città francese di Marsiglia durante la battaglia di Francia.
Le bombe cadute dagli aerei nemici colpirono il porto vecchio e i suoi dintorni, causando molte vittime civili.

## Contesto
Il 1º settembre 1939 le forze armate tedesche varcarono il confine polacco, offrendo al mondo una dimostrazione pratica del Blitzkrieg, la "guerra-lampo", basata sulla stretta collaborazione delle forze corazzate e dell'aviazione. Alla sera del primo giorno di guerra, l'aviazione polacca era stata pressoché distrutta a terra dalla Luftwaffe. Il 3 settembre Gran Bretagna e Francia dichiararono guerra alla Germania nazista, ma i polacchi vennero lasciati soli a combattere contro un avversario più forte e la loro resistenza venne sopraffatta in poche settimane senza che si fosse verificata la sperata offensiva alleata sul fronte occidentale.
Alla dichiarazione di guerra Parigi e Londra non fecero seguire alcuna azione concreta che alleggerisse subito la pressione delle forze armate tedesche su Varsavia: le 110 divisioni francesi schierate lungo la linea Maginot neppure tentarono di attaccare le sole 23 divisioni tedesche rimaste a difendere il confine occidentale della Germania, consentendo ai tedeschi di concentrare il grosso delle proprie forze sul fronte orientale.
Il 10 maggio 1940, alle ore 5.35, Adolf Hitler scatenò l'aggressione alla Francia sul fronte occidentale penetrando nei Paesi Bassi, in Lussemburgo e in Belgio. 
Aggirate le fortificazioni transalpine della linea Maginot, all'incirca con una manovra simile a quella attuata durante la Grande Guerra, i tedeschi costrinsero gli alleati franco-britannici ad entrare in Belgio dove furono travolti dall'impeto delle divisioni corazzate tedesche massicciamente appoggiate dalla Luftwaffe: i Paesi Bassi furono costretti alla resa il 14 maggio e il Belgio dodici giorni dopo. Quando il Belgio si arrese,  all'esercito francese rimasero solo 60 divisioni e 1.500 carri e poca copertura aerea per difendere le città. Dopo aver stretto nella sacca di Dunkerque il corpo di spedizione britannico e parte dell'esercito francese insieme ai resti di quello belga, i tedeschi passarono la Somme spezzando la Linea Weygand e si diressero verso Parigi e il sud.

## I due bombardamenti di Marsiglia
Il 1º giugno 1940, le formazioni tedesche di Heinkel 111 bombardarono la città, uccidendo 32 civili e ferendone altri 60. Il porto venne particolarmente colpito. Vennero attaccate dagli aeromobili tedeschi anche le città di Chasse-sur-Rhône, Lione e Grenoble.
Il 10 giugno 1940 l'Italia fascista uscì dalla «non belligeranza» e si schierò a fianco dell'alleato tedesco dichiarando guerra al Regno Unito e alla Francia.
Nella notte del 21-22 giugno, 6-10 bombardieri Savoia-Marchetti S.M.79 del 104º Gruppo (46º Stormo) attaccano Marsiglia in due ondate successive. La contraerea francese reagì senza successo e i caccia Dewoitine D.520 dell'Armée de l'Air non riuscirono a fermare gli aerei italiani.
Quella notte, 4.200 chili di bombe si abbatterono sulla città, facendo 143-144 vittime civili e 136 feriti.